# Pablo Pérez (futbolista nacido en 2001)
Pablo Pérez Rico (nacido el 18 de agosto de 2001) es un futbolista español que juega como lateral izquierdo en el Club Deportivo Mirandés, cedido por el Atlético de Madrid.

## Trayectoria
Pérez nació en Madrid, pero se mudó a Colombia a temprana edad debido al trabajo de su familia. Allí jugó en varios equipos, incluyendo el Fortaleza CEIF, antes de regresar a su país natal y permanecer un año en Valencia, donde jugo en las categiras inferiores del Levante UD.  
En 2018, se traslada con su familia a Sevilla, firmando por la AD Nervión, jugando como extremo antes de fichar por el Sevilla FC en 2019.
Inicialmente asignado al equipo Juvenil A , Pérez fue reconvertido en lateral izquierdo durante la temporada 2019-20, mientras también entrenaba con el primer equipo.  Hizo su debut absoluto con el Atletiico de Madrid B, el 31 de enero de 2021, jugando los últimos 17 minutos en un empate 1-1 en casa contra el Real Murcia CF.
El 23 de agosto de 2023,  firma un contrato de dos años con el Atlético de Madrid B.  
El 31 de julio de 2025, Pérez pasó al CD Mirandés de Segunda División cedido por un año. 

## Clubes
| Club                 | País   | Año       |
| -------------------- | ------ | --------- |
| Sevilla Atlético     | España | 2020-2023 |
| Atletico de Madrid B | España | 2023-2025 |
| C.D. Mirandés        | España | 2025-Act. |